# Intercoiffure Mondial
Intercoiffure Mondial ist ein internationaler Dachverband führender Friseurunternehmer und -salons. Der Verband entstand 1925 in Hamburg, als sich Friseure aus Deutschland, der Schweiz, Dänemark, Österreich und England zu einer gemeinsamen Organisation zusammenschlossen. Heute gehört Intercoiffure nach Branchenangaben zu den größten privaten Vereinigungen von Spitzensalons weltweit – nach einem Bericht aus dem Fachmagazin  im Salon umfasst die Organisation etwa 2500 Salons in rund 48 Ländern. Als Erkennungszeichen hat die Vereinigung bei ihrer Gründung einen fünfzackigen Stern (Pentagramm) als Logo eingeführt. Die Geschäftsführung von Intercoiffure Mondial befindet sich in Paris.

## Geschichte
Die Wurzeln von Intercoiffure Mondial reichen bis ins frühe 20. Jahrhundert zurück. Seit 1912 bestand in Deutschland die „Internationale Gesellschaft der Damen-Coiffeure“ (IGDC) als fachlicher Vorläufer der späteren internationalen Organisation. 1925 wurde beim ersten Weltkongress der Friseure in Hamburg die erste internationale Vereinigung gegründet – damals unter dem französischen Namen «L’Association Internationale des Maîtres Coiffeurs de Dames». Bei diesem Anlass übernahmen die Gründungsmitglieder den fünfzackigen Stern, der seither das Markenzeichen der Vereinigung darstellt.
Nach dem Zweiten Weltkrieg zog die Organisation ihr Hauptquartier nach Paris, da die französische Metropole in der Nachkriegszeit als neues Zentrum des internationalen Friseurwesens galt. In den 1940er und 1950er Jahren kam es zu Namensänderungen. Unter Leitung des berühmten Haarkünstlers Guillaume Guglielmi wurde der Verband in Intercoiffure des Dames umbenannt (später Intercoiffure Mondial). In dieser Zeit gewann die Organisation neue Mitglieder und etablierte sich zunehmend als weltweiter Berufsverband.
In den folgenden Jahrzehnten expandierte Intercoiffure international: So schlossen sich 1933 vier Friseurmeister aus Nordamerika dem Verband an, was zur Gründung der Sektion „Intercoiffure America/Canada“ führte. Später beteiligten sich Mitglieder aus nahezu allen Kontinenten. Seit den 1960er Jahren trug Intercoiffure entscheidend zum internationalen Austausch im Friseurhandwerk bei – etwa durch Mode- und Trendschauen, Ausbildungsveranstaltungen und den Aufbau einer World Academy (Weltakademie) für Frisör-Nachwuchs.
Bekannte Persönlichkeiten aus der Branche wirkten bei Intercoiffure mit. So trat 1963 der französische Haarkünstler Alexandre de Paris als Gastkünstler bei der ersten Intercoiffure-Show in Erscheinung. Kurze Zeit später gewann der junge Engländer Vidal Sassoon das Interesse der Organisation und wurde zu weiteren Veranstaltungen eingeladen.

## Organisation und Mitgliedschaft
Intercoiffure Mondial ist heute ein gemeinnütziger, internationaler Verband. Der Weltpräsident (Präsident Mondial) wird von einer Generalversammlung der Mitglieder gewählt. Von 2000 bis 2021 war Klaus Peter Ochs „Weltpräsident“ von Intercoiffure Mondial, ehe ihn im September 2021 der Österreicher Peter F. Pfister an der Spitze ablöste. Pfister setzte während seiner Amtszeit neue Markenslogans und ein Qualitätssiegel („The World’s Leading Hairdressers“) für Mitgliedssalons ein.
Die Mitgliedschaft erfolgt nach Angaben der Verbandskommunikation in der Regel auf Empfehlung und erfordert einen Leistungsnachweis des Salons sowie die Anerkennung gemeinsamer Werte (etwa handwerkliche Qualität, Professionalität, Kundenorientierung). Insgesamt gehören nach aktuellen Angaben mehrere tausend Friseursalons in rund 40–50 Ländern dem Verband an. Zu den Organen von Intercoiffure Mondial zählen – neben der Generalversammlung – weitere Gremien wie ein Vorstand und Ausschüsse für Trendforschung, Bildung und Wettbewerbe. Die Sekretariate befinden sich in Paris („Maison des Nations“) und ggf. in regionalen Büros.

## Aktivitäten
Eine der wichtigsten Veranstaltungen des Verbandes sind die mehrtägigen Weltkongresse (Congress Mondial), die alle paar Jahre in einer anderen Metropole stattfinden. Beim 100-jährigen Jubiläumskongress 2025 in Hamburg nahmen etwa 1000 Teilnehmer aus rund 40 Ländern teile. Dort präsentierten internationale Show-Teams kreative Kollektionen und setzen Trendschauen um. Besonders hervorgehoben wurde, dass das Event durch zahlreiche Gala-Abende, eine Parade der Nationen und Aufführungen in der Hamburger Elbphilharmonie einen regen Austausch zwischen Friseuren aus aller Welt ermöglichte.
Daneben fördert Intercoiffure Mondial die Aus- und Weiterbildung im Friseurhandwerk. Ein wichtiges Förderinstrument ist die Fondation Guillaume, die junge Nachwuchsstylisten unterstützt (diese Nachwuchstalente treten z. B. auf den internationalen Bühnen auf). Auch soziale Bildungsprojekte wie „Education for Life“ (mit Schulen in Kapstadt/Südafrika) sind mit der Organisation verbunden. Preise und Auszeichnungen – etwa die Ordre de la Chevalerie – ehren verdiente Mitglieder und Partner für deren Verdienste um den Verband.

## Nationale Sektionen
Intercoiffure Mondial gliedert sich in nationale oder regionale Sektionen in den Mitgliedsländern. Die deutsche Sektion („Intercoiffure Deutschland“) etwa besteht seit den 1920er Jahren und hat ihren Sitz in Frankfurt am Main. Sie zählt mehrere hundert Mitgliedssalons und hat zeitweise Weltkongresse und Jubiläumsfeiern in Deutschland mit organisiert. Auch in anderen Ländern gibt es einflussreiche Landesverbände: Die Sektion Intercoiffure America/Canada (ICA) wurde bereits 1933 gegründet und gehört heute zu den größten in Nordamerika. Frankreich, Italien, Brasilien, Japan, China, Australien und viele weitere Länder verfügen über eigene Intercoiffure-Organisationen. Diese Sektionen repräsentieren jeweils die lokalen Top-Salons und tragen durch Ausstellungen und Kooperationen zur internationalen Vernetzung bei.